# Samuel Loomis
Dr. Samuel Loomis - fikcyjna postać z serii filmów Halloween, opowiadających o seryjnym mordercy Michaelu Myersie, polującym na członków swojej rodziny. Samuel Loomis jest osobą która leczyła Myersa, i która ściga go po jego ucieczce ze szpitala psychiatrycznego. Aktor Donald Pleasence gra go w pięciu filmach z serii (1-6, z wyjątkiem części 3), Malcolm McDowell w remaku i jego sequelu, natomiast Tom Kane użycza głosu w Halloween: 20 lat później.
Imię "Sam Loomis" to nawiązanie do postaci granej przez Johna Gavina w filmie Psychoza.